# Roelof Rover van Rode
Roelof (de) Rover van Rode was de zoon van Arnold III van Rode en was zowel heer van Rode als de eerste heer van Mierlo. Roelof wordt in 1197 vermeld in het cartularium van Mierlo. Hij trouwde met Didradis van Rixtel, een nichtje van Herbertus van Heeze, heer van Heeze. Hij overleed voor 1220. 
Hij kreeg ten minste drie zonen:
- Hendrik I van Mierlo, heer van Rode en Mierlo
- Rutger van den Hout, ridder, en een van de eerste bewoners van Slot Ten Hout.
- Arnold Rover van Anschot, ridder

Een (gelijknamige) achterkleinzoon van hem was Roelof Rover van Rode alias van Montfoort en is afgebeeld op de Gedachtenistafel van de Heren van Montfoort. Hierop is tevens het familiewapen van de familie Van Rode, bestaande uit drie molenijzers, te zien. 